# Alioranus diclivitalis
Alioranus diclivitalis är en spindelart som beskrevs av Andrei V. Tanasevitch 1990. Alioranus diclivitalis ingår i släktet Alioranus och familjen täckvävarspindlar. Inga underarter finns listade i Catalogue of Life.